# Жетыген (аэродром)
Жетыген (до 1993 года — Николаевка) — военный аэродром 1 класса, расположенный в Илийском районе Алматинской области Казахстана в 50 км к северо-востоку от Алматы. 
Способен принимать самолёты Ил-76, Ан-22, Ту-154 и все более лёгкие модели. Также есть возможность посадки  вертолётов всех типов. 
Неподалёку расположено одноимённое село, где есть небольшой военный городок для служащих аэродрома. Село Жетыген до 1993 года называлось Николаевка.
В январе 2022 года на фоне массовых протестов и беспорядков стал (вместе с алматинским аэропортом) одним из пунктов прибытия войск ОДКБ. После завершения развёртывания всех иностранных сил заступил под охрану миротворческой роты 103-й отдельной гвардейской воздушно-десантной бригады ССО Республики Беларусь.